# Festival international des Nuits de la Guitare de Patrimonio
Ne doit pas être confondu avec Nuits Guitares.
Le Festival international des Nuits de la Guitare est un festival de musique se déroulant depuis 1990 à Patrimonio.

## Historique

### Années 1990

#### 1990
- Gerard Poletti, Babick Reinhardt Quintet
- Ensemble de Guitares de Marseille dirigé par Alexandre Boulanger, Rolland Dyens
- Le Squatuor à cordes (Antoine Tatich, Minigale, François Pesce, Patrick Mattei), Raphaël Faÿs Quintet, Pierre Blanchard

#### 1991
- Gerard Poletti, Bireli Lagrene Group
- Juan Carmona, Larry Cortel, Marcel Dadi
- Antoine Tatich, Lucien Ferreri, Bratsch

#### 1992
- Jérôme Ciosi, Roland Dyens, Marcel Dadi, Jean-Claude Rapin
- Jean-François Oricelli, Trio Gitan, Christian Escoude, Marcel Azzola
- Ensemble Pascal Polidori, Vicente Amigo
- Antoine Tatich, Louis Matinez, Hot Gatti, Bireli Lagrene Group

#### 1993
- Raphaël Faÿs Trio, Philip Catherine Trio
- Sergio & Odair Assad, Vicente Amigo Quartet
- Emile Tamagna, Bireli Lagrene, Christian Escoude, Babik Reinhardt
- Valérie Duchateau, Al Di Meola Quartet (World Sinfonia (en))

#### 1994
- Duo Philippe Spinosi, John Mc Laughlin Trio
- Jose Dalessi, Les Superpickers, Victor Monge "Serranitio"
- Martin Taylor, Romane, Richard Galliano Trio, Daniel Humar, J.F. Jenny Clark, Bireli Lagrène
- Alain Giroux & J.L. Mahjun, Lucky Peterson Band

#### 1995
- mercredi 19 juillet : Philip Catherine Trio, Toots Thielemans, Robben Ford Trio

- jeudi 20 juillet : Gérard Poletti, Bireli Lagrene, Mike Stern Quartet
- vendredi 21 juillet : Badi Assad, Manolo Sanlucar
- samedi 22 juillet : Romane Quintet, John Scofield Quintet
- dimanche 23 juillet : Gigi Cifarelli Quintet, Bernard Allison

#### 1996
- mercredi 17 juillet : Rodolphe Raffali Quartet, Gilberto Gil Band
- jeudi 18 juillet : Michel Sadanowsky Trio de guitares de Paris, Vicente Amigo Quintet
- vendredi 19 juillet : Mark Whitfield Quartet, Andy Summers, Larry Coryell, Trilok Gurtu
- samedi 20 juillet : Boulou et Elios Ferre, Jim Hall & Joe Lovano Grand Slam - 1996 -
- dimanche 21 juillet : Joe Louis Walker & The Bosstalker 1996, Lucky Peterson

#### 1997
- mercredi 16 juillet : Gigi Cifarelli Quintet, Taj Mahal and The Phantom Blues (de)
- jeudi 17 juillet : Bireli Lagrene Trio et Debora Seffer, Larry Carlton Quartet
- vendredi 18 juillet : Stochelo Rosenberg Trio, Juan Manuel Cañizares Quintet
- samedi 19 juillet : Jo Vurcchio, Jean Félix Lalanne, Superpickers, Buster B Jones, Thom Bresh (en)
- dimanche 20 juillet : Hiram Bullock Group, Walter Wolfman, Washington and The Roadmasters

#### 1998
- mercredi 15 juillet : Marco Pereira Trio, Al Di Meola
- jeudi 16 juillet : Sergio & Odair Assad, Mike Stern Band
- vendredi 17 juillet : Dorado Schmitt, Tomatito
- samedi 18 juillet : Acoustic Mania (Antonio Forcione, Neil Stacey), John McLaughlin
- dimanche 19 juillet : Larry Garner Blues Band, Joe Louis Walker

#### 1999
- lundi 19 juillet : A St Florent, A. Tatch, J.F. Oricelli, R. Raffalli, R. Vallecalle, Van Wilks Trio
- mardi 20 juillet : Popa Chubby, Kay Barretto
- mercredi 21 juillet : Los Angeles Guitar Quartet, Bireli Lagrene, Sylvain Luc,
- jeudi 22 juillet : G. Poletti, L. Ferreri, A. Tatch, R. Raffalli, J.F. Oricelli, J. Ciosi, A. Lanzalavi, Dorado & Tchavolo O Schmitt, Stochelo Rosenberg, Romane
- vendredi 23 juillet : Martin Taylor, Gerardo Nuñez, Carmen Cortez
- samedi 24 juillet : Remember Shakti, John Mc Laughlin, Zakir Hussain, V. Selvaganesh, U. Shrinivas, Thom Bresch, Buster B. Jones
- dimanche 25 juillet : Alain Giroux et Jean-Louis Mahjun, Buddy Guy
- lundi 26 juillet : A Nonza

### Années 2000

#### 2000
- mardi 18 juillet : Sud Sylvain Luc, Andre Ceccarelli, J.M. Jaffet, Al Di Meola
- mercredi 19 juillet : Paulo Bellinati, Jorge Ben Jor, Banda Do, Ze Pretinho
- jeudi 20 juillet : Javier Vargas, Hiram Bullock Trio
- vendredi 21 juillet : Serge Lopez Quartet, Juan Carmona y Grupo
- samedi 22 juillet : Romane, Dorado et Tchavolo Schmitt, Stochelo Rosenberg, Bireli Lagrene, Florin Nicolescu, Ioanica Minune, Philippe Cuillerer, Enzo Mucci
- dimanche 23 juillet : Albert Lee & Hogan's Heroes, Popa Chubby
- lundi 24 juillet : A Nonza

#### 2001
- mardi 17 juillet : Ange Lanzalavi Trio, Paco de Lucia & Septet
- mercredi 18 juillet : Adrian Legg, Jeff Beck
- jeudi 19 juillet : Bermuda Acoustic Trio, Chico Cesar
- vendredi 20 juillet : Sergio et Odaïr Assad & Fernando Suarez Paz, Eliades Ochoa (Buena Vista Social Club) y El Cuarteto Patria
- samedi 21 juillet : Angelo Debarre, Samson Schmitt, Florin Niculescu, Hono Winterstein, Giorgiu Brasovean, Jean Cortes, Philippe Cuillerier, Rocky Sallon
- dimanche 22 juillet : Tino Gonzales, Robben Ford

#### 2002
- mardi 16 juillet : Gwin Ashton, Johnny Winter
- mercredi 17 juillet : Tommy Emmanuel, Zucchero
- jeudi 18 juillet : Sylvain Luc Trio Sud, Marcus Miller
- vendredi 19 juillet : Fapy Lafertin Quintet, Bireli Lagrene Gipsy Project
- samedi 20 juillet : Marco Pereira & Hamilton de Holanda, Buenavista Social Club Eliades Ochoa
- dimanche 21 juillet : Little Milton, Popa Chubby
- lundi 22 juillet : Marilyse Florid, Janjack Trio, Raul Paz Cuban Groove Band

#### 2003
- jeudi 17 juillet : Hiram Bullock Band, The Blues Brothers Band
- vendredi 18 juillet : Martin Taylor, Bill Wyman's "Rythm Kings"
- samedi 19 juillet : Joscho Stephan Trio (All.), Lincan Romanian Gypsy, Ensemble (Roumanie), Angelo Debarre, Ionica Minune
- dimanche 20 juillet : Sylvestre Planchais, Toto
- lundi 21 juillet : Antonio Chainho Quartet, Vicente Amigo Sextet
- mardi 22 juillet : Lenine "Falange Canibal", Jorge Ben Jor Y Grupo "Acustico"
- mercredi 23 juillet : Richard Galliano "New Musette" Quartet, Casa de la Trova

#### 2004
- samedi 17 juillet : Joe Satriani, Steve Vai, Robert Fripp
- dimanche 18 juillet : Hamilta de Holanda Quartet, Cuban's Grammys
- lundi 19 juillet : Bernard Lavilliers, Mino Cinelu, The Zawinul Syndicate
- mardi 20 juillet : Dorado, Tschavolo, Samson Schmitt, Biréli Lagrène et le Gipsy Project
- mercredi 21 juillet : Larry Carlton et le Sapphyre Blues, Lucky Peterson Band, Hiram Bullock, Marcus Miller
- jeudi 22 juillet : Al Di Meola Band, José Antonio Rodriguez Sextet
- vendredi 23 juillet : Melodie E Canti de A Memoria

#### 2005
- samedi 16 juillet : Ilene Barnes, Earth, Wind & Fire Ft. Al McKay
- dimanche 17 juillet : Martin Taylor, Neil Stacey, Dominic Miller, Mike Mainieri, Michaël Brecker, Mike Stern, Richard Bona, Steve Smith
- lundi 18 juillet : Marcia Maria, Daniela Mercury
- mardi 19 juillet : Bradi Assad, George Benson
- mercredi 20 juillet : Eric Bibb, Joe Cocker
- jeudi 21 juillet : Jaleo avec Louis Winsberg, Tomatito Sextet
- vendredi 22 juillet : Romane Quartet, Stochelo Rosenberg Trio, Sanseverino
- samedi 23 juillet : Urs Karpatz, Chico and the Gypsies

#### 2006
- dimanche 16 juillet : Patrick Rondat Quartet, Super Colossal Tour starring Joe Satriani

- lundi 17 juillet : Ron Carter Trio, Maceo Parker
- mardi 18 juillet : Bjorn Berge, Robert Plant
- mercredi 19 juillet : Hamilton de Holanda 5tet, Gilberto Gil
- jeudi 20 juillet : J. J. Milteau Quintet + Demi Evans, John Butler Trio
- vendredi 21 juillet : Renaud Garcia-Fons, "Trio Arcoluz", Vicente Amigo Septet
- samedi 22 juillet : Katia Guerreiro, Agnès Jaoui "Historias de Amor"
- dimanche 23 juillet : Joscho Stephan Trio, Tchavolo Schmitt 4tet, Costel Nitescu, Dorado Schmitt, David Reinhardt, Marcel Loeffler

#### 2007
- jeudi 19 juillet : Biréli Lagrène Solo, Larry Carlton Group, Robben Ford
- vendredi 20 juillet : Bjorn Berge, Sean Lennon
- samedi 21 juillet : Tuck and Patti, Jeff Beck
- dimanche 22 juillet : Luis Salinas Group, Juan Carmona y Grupo
- lundi 23 juillet : Trio Madeira, Alceu Valença Grupo
- mardi 24 juillet : NGuyên Lê, Zucchero
- mercredi 25 juillet : Nicolas Kedroff et Oleg Ponomarenko, Pat Metheny et Brad Mehldau Quartet, Boulou et Elios Ferré, Romane et Stochelo Rosenberg, J-M. Charbonnel, Florin Niculescu, Giani Lincan

#### 2008
- samedi 19 juillet : Monte Montgomery Trio, Steve Lukather
- dimanche 20 juillet : Eric Bibb, Louis Bertignac Power Trio
- lundi 21 juillet : Raul Midon, Deep Purple
- mardi 22 juillet : Florin Niculescu, Christian Escoudé, Stochelo Rosenberg, Didier Lockwood, Martin Taylor, Jean-Philippe Viret
- mercredi 23 juillet : Captain Mercier, Popa Chubby
- jeudi 24 juillet : Yamandu Costa Trio, Angelo Debarre et Ludovic Beier 4tet, Sanseverino
- vendredi 25 juillet : Armandinho, Chico & Les Gypsies

#### 2009
- samedi 18 juillet : Alvin Lee
- dimanche 19 juillet : Ayo
- lundi 20 juillet : Tracy Chapman
- mardi 21 juillet : Vicente Amigo Septet, Bireli Lagrene Gipsy Trio
- mercredi 22 juillet : Klazz Brothers & Edson Cordeiro, SMV, Stanley Clarke, Marcus Miller, Victor Wooten
- jeudi 23 juillet : Rokia Traoré, Lucky Peterson
- vendredi 24 juillet : Keziah Jones
- samedi 25 juillet : Stochelo Rosenberg, Romane, Dorado Schmitt, Tchavolo Schmitt, Richard Manetti, David Reinhardt, Costel Nitescu, Marc-Michel, Le Bevillon

### Années 2010

#### 2010
- samedi 17 juillet : Eric McFadden, BB Brunes

- dimanche 18 juillet : Sylvain Luc & Louis Winsberg, George Benson
- lundi 19 juillet : Yamandu Costa et Hamilton de Holanda, Melody Gardot
- mardi 20 juillet : Diana Krall, Elvis Costello and the Sugarcanes
- mercredi 21 juillet : Richard Bona 5tet, Marcus Miller "Tutu" Revisited
- jeudi 22 juillet : Asaf Avidan & The Mojos, Simple Minds
- vendredi 23 juillet : Ana Moura, Tomatito 6tet
- samedi 24 juillet : Rocky Gresset & Adrien Moignard 4tet, Dorado Schmitt Family (Dorado Schmitt, Samson Schmitt, Hono Winterstein, Gautier Laurent, Marcel Loeffler, Florin Niculescu)

#### 2011
- samedi 16 juillet : Alexei Arkhipovski, Stochelo Rosenberg, Moses Rosenberg, Adrien Moignard, Sébastien Giniaux, Gianni Lincan, Costel Nitescu, Ionica Minune

- dimanche 17 juillet : Miyavi, Louis Bertignac
- lundi 18 juillet : Pat McManus Band, The Beach Boys
- mardi 19 juillet : Uli Jon Roth (plays Scorpions), Popa Chubby
- mercredi 20 juillet : "The Duwala Malambo Project" Richard Bona et Raul Midón "Return to Forever IV", Chick Corea, Stanley Clarke, Lenny White, Franck Gambale, Jean-Luc Ponty
- jeudi 21 juillet : Keziah Jones "Solo acoustic", Patrice
- vendredi 22 juillet : Tommy Emmanuel, Tom Jones
- samedi 23 juillet : Nono, Iggy & The Stooges

#### 2012
- mercredi 18 juillet : Familia Assad, Mariza, Blick Bassy, Bireli Lagrene 4tet Troc, Sylvain Luc
- jeudi 19 juillet : Eric Sardinas & The Big Motor, Jean-Louis Aubert
- vendredi 20 juillet : Chico & the Gypsies et le Coll Orchestra Symphonic Big Band
- samedi 21 juillet : Johnny Gallagher & The Boxtie, Alan Parsons Live Project
- dimanche 22 juillet : Brady Winterstein Trio, Martin Weiss, Les doigts de l'homme
- lundi 23 juillet : Bernhoft, Roger Hodgson
- mardi 24 juillet : Triggerfinger, Shaka Ponk

#### 2013
- vendredi 19 juillet : Laura Riz & the Botos Family Gipsy Band, Luz Casal

- samedi 20 juillet : Dallas Frasca, Patti SMith

- dimanche 21 juillet : Johnny Gallagher & the Boxtie, Pat McManus Band

- lundi 22 juillet : Larry Coryell & Juan Carmona Quintet, Marcus Miller "Renaissance Tour"
- mardi 23 juillet : Sound of Guns, Archive
- mercredi 24 juillet : Z-Star, -M-
- jeudi 25 juillet : Gwyn Ashton Trio, Michael Schenker's Temple of Rock & Overdrive Re-Union Tour
- vendredi 26 juillet : Vitaly Makukin, Kings of Strings : Stochelo Rosenberg, Vlatko Stefanovksi

#### 2014
- samedi19 juillet : Luis Salinas, Tomatito Sextet
- dimanche 20 juillet : Jonny Lang, Beth Hart
- lundi 21 juillet : Les doigts de l'homme, Zaz
- mardi 22 juillet : Rockbox, Christophe Maé
- mercredi 23 juillet : Richard Galliano, Biréli Lagrène, Didier Lockwood, Mike Stern / Bill Evans Quartet featuring Tom Kennedy, Dennis Chambers
- jeudi 24 juillet : Michael Jones, Patrick Rondat, Jean-Claude Rapin, Joe Satriani
- vendredi 25 juillet : Johnny Gallagher, Thirty Seconds to Mars
- samedi 26 juillet : Status Quo, Kortini

#### 2015
- samedi 18 juillet : Mathis Haug, Julien Doré
- dimanche 19 juillet : King-king, Louis Bertignac
- lundi 20 juillet : King of the North, Shaka Ponk
- mardi 21 juillet : Kejaleo, Marcus Miller
- mercredi 22 juillet : Stochelo Rosenberg, Joscho Stephan, Chico et les Gypsies
- jeudi 23 juillet : Charles Pasi, Louis, Mathieu, Joseph & Anna Chedid
- vendredi 24 juillet : Last Train, Rival Sons
- samedi 25 juillet : Patricia Poli, Michel Fugain & Pluribus

#### 2016
- dimanche 17 juillet : Corsican Trio Feat. B. Ribot & J-F Oricelli
- lundi 18 juillet : Simo, L.E.J.
- mardi 19 juillet : Marianne Aya Omac Trio, Alain Souchon & Laurent Voulzy
- mercredi 20 juillet : Yamandu Costa, Luis Salinas & Sylvain Luc, Feat A. Ceccarelli & R. Vignolo
- jeudi 21 juillet : The Bellrays, Skip The Use
- vendredi 22 juillet : Marian Badoï Trio, Angelo Debarre & Marius Apostol "Gipsy Unity"
- samedi 23 juillet : Steve Nimmo Trio, Selah Sue
- dimanche 24 juillet : Rodney Branigan, Francis Cabrel

#### 2017
- mardi 18 juillet : Noa, Asaf Avidan
- mercredi 19 juillet : Mariama Trio, Lamomali de -M-
- jeudi 20 juillet : Romane & Guitar Family, Rosenberg Trio
- vendredi 21 juillet : Joanne Shaw Taylor, Rival Sons
- samedi 22 juillet : Laurence Jones, Keziah Jones
- dimanche 23 juillet : Yamandu Costa & Guto Witti, Ed Motta
- lundi 24 juillet : The NoFace, Trust
- mardi 25 juillet : Antoine Boyer & Sébastien Giniaux, Renaud

#### 2018
- vendredi 20 juillet : Eric Gales Band, Richie Kotzen
- samedi 21 juillet : Antoine Boyer & Samuelito, Julien Doré "Vous & Moi"
- dimanche 22 juillet :Amati & Dorado Schmitt Quartet, Angelo Debarre & Marius Apostol "Gipsy Unity"
- lundi 23 juillet : Trio Aquarela, Joao Bosco Grupo & Hamilton De Holanda
- mardi 24 juillet : Snips Trio, Biréli Lagrène Electric Quartet "Remember Jaco Pastorius"
- mercredi 25 juillet : Laura Cox Band, Texas
- jeudi 26 juillet : Johnny Gallagher & The Boxtie Band, Imany
- vendredi 27 juillet : Julien Clerc, Véronique Sanson

#### 2019
- samedi 20 juillet : Gauvain Sers, Murray Head
- dimanche 21 juillet : Michael Pipoquinha Qtet, Marcus Miller & Selah Sue
- lundi 22 juillet : Juan Carmonia Qtet, Kendji Girac
- mardi 23 juillet : Steve'N'Seagulls, Hubert Félix Thiéfaine
- mercredi 24 juillet : Sandrine Luigi, Yamandu Costa & Vincent Peirani, Thomas Dutronc
- jeudi 25 juillet : Glenn Hughes "Performs classic Deep Purple Live", The Stranglers
- vendredi 26 juillet : Pat McManus Band, The Chris Slade Timeline
- samedi 27 juillet : Eric McFadden Trio, Trois Cafés Gourmands

### Années 2020

#### 2020
L'édition 2020 a été annulée à cause de la pandémie de Covid-19.

#### 2021
L'édition 2021 a été annulée à cause de la pandémie de Covid-19.

#### 2022
- King King, Selah Sue
- Pat McManus Band, Juliette Armanet
- Antoine Boyer & Samuelito, Rodrigo & Gabriela
- Fanou Torracinta Gipsy Guitar From Corsica, Dutronc & Dutronc
- Johnny Gallagher and the Boxtie Band, Manu Lanvin & The Devil Blues Guest Gérard Lanvin
- Axel Bauer, Jean-Baptiste Guegan, Miguel Montalban & The Southern Vultures, Texas
- Adrien Moignard Trio, Francis Cabrel

#### 2023
- mardi 18 juillet : Yamandu Costa & Armandinho, Sandrine Luigi, Luz Casal
- mercredi 19 juillet : Stochelo Rosenberg & Joncho Stephan, Chico & The Gypsies
- jeudi 20 juillet : Fred Chapellier, Louis Bertignac
- vendredi 21 juillet : Ida Nielsen, Ibrahim Maalouf
- samedi 22 juillet : Juan Carmona Quintet, Bernard Lavillers
- dimanche 23 juillet : Sylvain Luc Trio, Marcus Miller
- lundi 24 juillet : 2 Big Mc's, Izïa
- mardi 25 juillet : Lucas Imbiriba, -M-